# 1970年のイギリスサルーンカー選手権
1970年のイギリスサルーンカー選手権 (1970 British Saloon Car Championship) は、イギリスサルーンカー選手権の13年目のシーズン。3月22日のブランズ・ハッチで開幕し、10月18日の同地における最終戦まで全12戦で争われた。今シーズンからグループ2規定が導入された。サンビーム・インプをドライブするビル・マクガバンが初のタイトルを獲得した。

## 開催カレンダーと優勝者
複数クラスの混走による総合優勝者は太字
| ラウンド | ラウンド | サーキット                                     | 開催日   | クラス A 優勝者            | クラス B 優勝者            | クラス C 優勝者            | クラス D 優勝者      |
| -------- | -------- | ---------------------------------------------- | -------- | -------------------------- | -------------------------- | -------------------------- | -------------------- |
| 1        | 1        | ブランズ・ハッチ                               | 3月22日  | マイク・フリーマン         | リチャード・ロングマン     | クリス・クラフト           | フランク・ガードナー |
| 2        | 2        | スネッタートン・モーターレーシング・サーキット | 3月27日  | ビル・マクガバン           | ジョン・フィッツパトリック | クリス・クラフト           | フランク・ガードナー |
| 3        | 3        | スラクストン・サーキット                       | 3月30日  | ビル・マクガバン           | ジョン・フィッツパトリック | ロッド・マンスフィールド   | フランク・ガードナー |
| 4        | 4        | シルバーストン・サーキット                     | 4月26日  | ビル・マクガバン           | ゴードン・スパイス         | ジョン・ハイン             | フランク・ガードナー |
| 5        | A        | クリスタル・パレス                             | 5月25日  | ビル・マクガバン           | ジョン・フィッツパトリック | 開催せず                   | 開催せず             |
| 5        | B        | クリスタル・パレス                             | 5月25日  | 開催せず                   | 開催せず                   | クリス・クラフト           | フランク・ガードナー |
| 6        | 6        | シルバーストン・サーキット                     | 6月6日   | ビル・マクガバン           | ゴードン・スパイス         | クリス・クラフト           | ブライアン・ミュアー |
| 7        | 7        | シルバーストン・サーキット                     | 6月27日  | ビル・マクガバン           | ハン・アカースルート       | トワン・ヘーゼマンズ       | ブライアン・ミュアー |
| 8        | 8        | クロフト・サーキット                           | 7月11日  | ビル・マクガバン           | ジョン・フィッツパトリック | クリス・クラフト           | フランク・ガードナー |
| 9        | 9        | ブランズ・ハッチ                               | 7月18日  | マイク・フリーマン         | ジョン・フィッツパトリック | ローリー・ヒックマン       | ブライアン・ミュアー |
| 10       | 10       | オウルトンパーク                               | 8月22日  | ジェレミー・ナイチンゲール | ジョン・フィッツパトリック | マイク・クラブトリー       | フランク・ガードナー |
| 11       | 11       | ブランズ・ハッチ                               | 8月31日  | ビル・マクガバン           | ジョン・フィッツパトリック | クリス・クラフト           | フランク・ガードナー |
| 12       | 12       | ブランズ・ハッチ                               | 10月18日 | マイク・フリーマン         | デイヴ・マシューズ         | ジョン・フィッツパトリック | マーティン・ビレーン |

## 選手権結果
| ドライバーズランキング | ドライバーズランキング     | ドライバーズランキング           | ドライバーズランキング |
| 順位                   | ドライバー                 | 車両                             | ポイント               |
| ---------------------- | -------------------------- | -------------------------------- | ---------------------- |
| 1                      | ビル・マクガバン           | ヒルマン・インプ                 | 72                     |
| 2                      | フランク・ガードナー       | フォード・マスタング・ボス 302   | 68                     |
| 3                      | ブライアン・ミュアー       | シボレー・カマロ Z28             | 62                     |
| 3                      | ジョン・フィッツパトリック | フォード・エスコート 1300 GT     | 62                     |
| 5                      | クリス・クラフト           | フォード・エスコート・ツインカム | 60                     |

注：マクガバンの車は資料によってヒルマン・インプ  とサンビーム・インプ で異なる。

## 参照
1. ↑  http://gtwap.co.uk/50_Years_of_the_BTCC/?width=600&topic=099.BTCC_1958-1979.wtxt
2. 1 2  Official list of BTCC champions Archived 2011年07月16日, at the Wayback Machine.
3. ↑  http://homepage.mac.com/frank_de_jong/Pages/1970%20BSCC.html
4. 1 2  1970 RAC British Saloon Car Championship Retrieved from touringcarracing.net on 18 September 2012
5. ↑  George Bevan Retrieved from www.imps4ever on 18 September 2012
6. ↑  British Touring Car Championship - 1958-1994 Retrieved from www.dlg.speedfreaks.org on 18 September 2012